# 波颠阇利

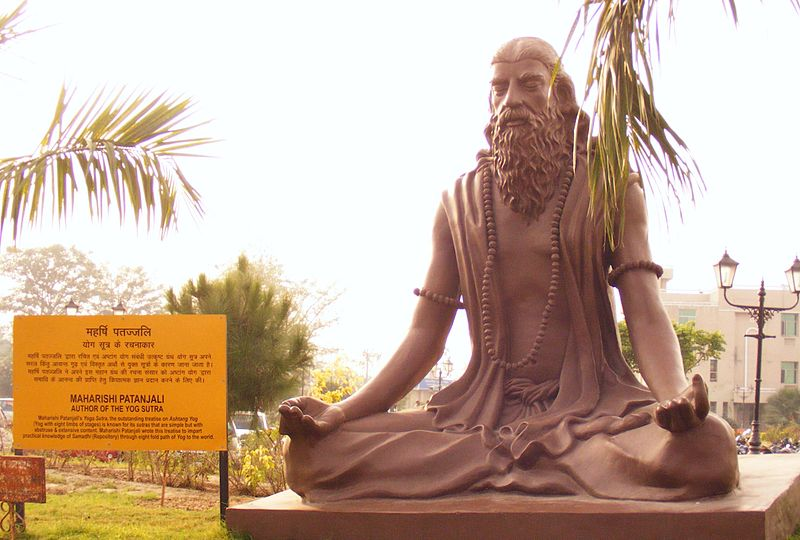
波颠阇利的雕像

波顛闍利，又譯帕坦伽利（天城体：पतञ्जलि，?—?，活动时间公元前2世纪），古印度哲学家。传统上认为，他是印度历史上两部极重要的著作《瑜伽经》和《大疏》的作者。
《瑜伽经》是古印度六派哲学中的瑜伽一派的各种思想及修炼方式的最早的整理文集。《大疏》则是语法学家波你尼的名著《八篇书》的早期注释。